# Stazione di Carrick on Shannon
La stazione di Carrick on Shannon  è una stazione ferroviaria che fornisce servizio a Carrick-on-Shannon, contea di Leitrim, Irlanda. Attualmente la linea che vi passa è l'Intercity Dublino–Sligo. La stazione fu aperta il 3 dicembre 1862 e si trova al confine con la vicina contea di Roscommon.

## Servizi ferroviari
- Intercity Dublino–Sligo

## Servizi
- Servizi igienici
- Capolinea autolinee